# Batié (Burkina Faso)
Batié è un dipartimento del Burkina Faso classificato come città, capoluogo della provincia di Noumbiel, facente parte della Regione del Sud-Ovest.
Il dipartimento si compone del capoluogo e di altri 54 villaggi: Ambourma, Bakon, Bamine, Banamba-Ipiel, Banamba–Izir, Banamba–Sesso, Banamba–Toma, Dabozir, Dakira, Dangbal, Diebe, Dieme, Dissieteon, Djoungbal, Dokita, Donssiere, Douloumba, Fadio, Gangalma, Gapar, Gombar, Kadjateon, Kamateon, Kamba, Kankoumana, Koriba, Koriba-Kinkininé, Koriba–Tanzou, Koudjo, Kpeka, Lakpar, Mal–Dodomo, Mal–Sourgoin, Malteon, Moriba, Niobol, Niolka, Nove, Poni-Kienkire, Pribar, Sourapera, Tadoteon, Tagneteon, Takpo, Tamipar, Tinhouri, Tonior, Tonteon, Toppi, Toussana, Varkourkoula, Yoldeteon, Ypreteon, Zilateon e Zindi.